# Suppression of Enemy Air Defenses

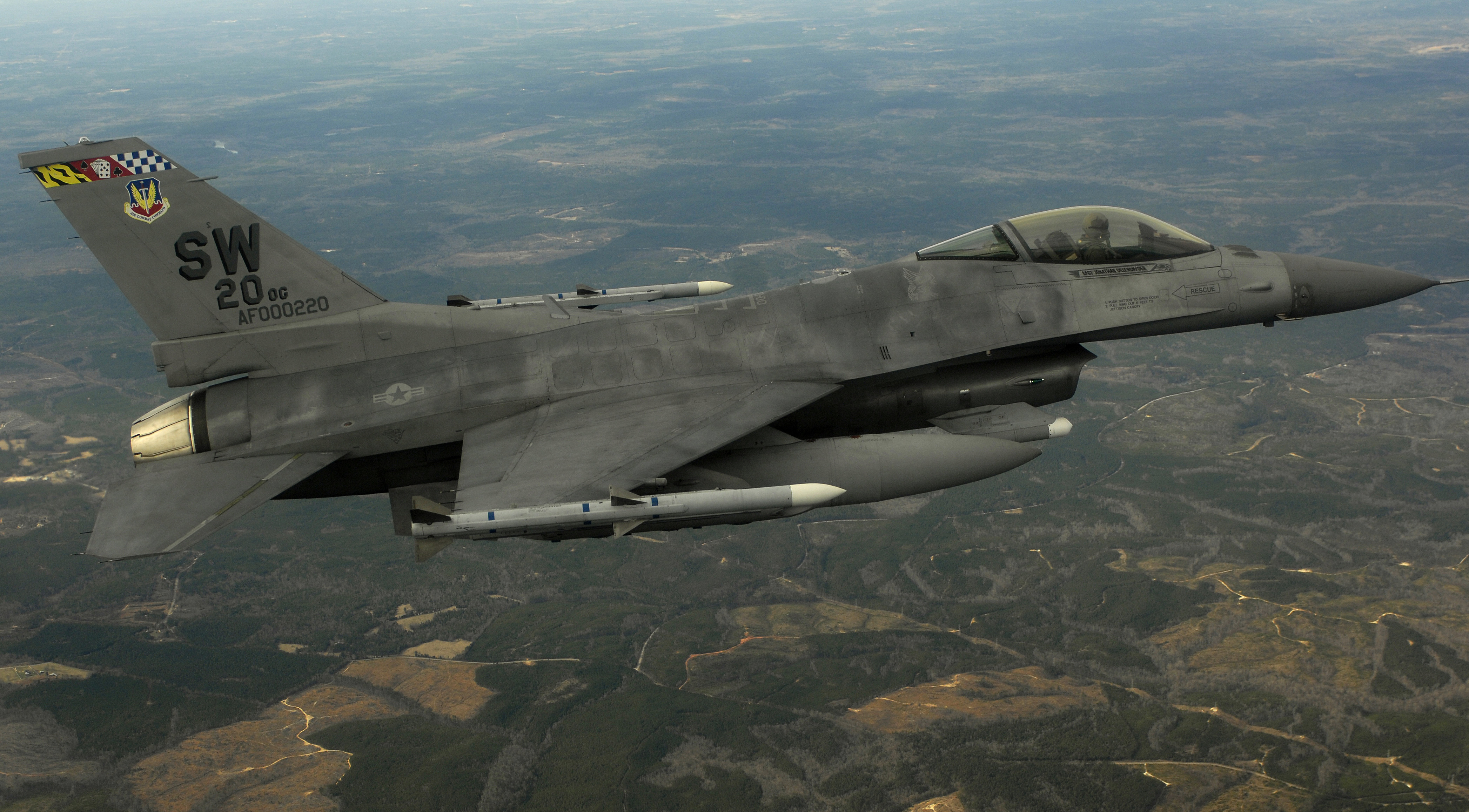
En F-16CJ Fighting Falcon tillhörande USA:s flygvapen, specialutrustad för luftvärnsbekämpning, baserad vid Shaw Air Force Base i South Carolina.

Suppression of Enemy Air Defenses (SEAD) är ett samlingsnamn för militära åtgärder för att nedtrycka och oskadliggöra markbaserat luftvärn. Detta kan uppnås dels genom att störa och vilseleda fiendens luftvärnssystem, men även genom att fysiskt förstöra dem.
SEAD innefattar dels åtgärder för att slå ut fientliga luftvärnsrobotar och luftvärnskanoner, men även relaterade system som radarinstallationer och ledningsfunktioner. 

## Bakgrund
I modern krigföring kan SEAD-aktioner  innefatta så mycket som 30% av insatser under ett inledande skede (storleksordning en vecka) av ett angrepp, och fortsatt vara en inte försumbar andel av insatser under insatsens fortsatta förlopp.  I amerikanska insatser under senare tid har upp emot en fjärdedel av insatserna varit SEAD-uppdrag.
Även om SEAD-uppdrag framförallt förknippas med flyginsatser kan sådana uppdrag utföras på många sätt, till exempel genom insatser av markstyrkor.